# Международный день кооперативов
 Международный день кооперативов (на других официальных языках ООН: англ. International Day of Cooperatives, араб. اليوم الدولي للتعاونيات, ‎исп. Día International  de las Cooperativas, кит. 国际合作社日, фр. la Journée internationale des coopératives
) — В 1992 году Генеральная Ассамблея ООН провозгласила первую субботу июля 1995 года праздником — Международным днем кооперативов (резолюция № 47/90 от 16 декабря) в знак празднования столетия  Международного кооперативного альянса, объединяющего свыше 700 млн. человек.
В 1994 году Генеральная Ассамблея, учитывая то, что кооперативы стали одним из необходимых факторов социально-экономического развития, предложила ежегодно отмечать этот день (резолюция № 49/155 от  23 декабря).
В своём послании в 2006 году Генеральный секретарь ООН отмечает важность мероприятий Дня кооперативов 2006 года для содействия миру и развитию. Основанные на совместных усилиях кооперативы содействуют укреплению доверия между людьми. Генеральный секретарь ООН призывает правительства и представителей гражданского общества к пониманию важного вклада, который вносит кооперативное движение в миростроительство, в  создание более безопасного мира.

## Тема дня
- 2024 год — «Кооперативы строят лучшее будущее для всех»
- 2023 год — «Кооперативы — партнеры для ускорения устойчивого развития»
- 2022 год — «Кооперативы  строят лучший мир»
- 2021 год —«Лучше восстанавливать вместе»
- 2020 год —«Кооперативы  за защиту климата»
- 2019 год — «Кооперативы и достойный труд»
- 2018 год — «Обеспечение устойчивости общин посредством кооперативного движения»
- 2017 год — «Кооперативы — учет интересов каждого»
- 2016 год — «Кооперативы: способность действовать во имя устойчивого будущего»
- 2015 год — «Выбираем кооперативы, выбираем равенство»
- 2014 год — «Использование механизмов для расширения возможностей людей и содействия построению более устойчивого будущего»
- 2013 год — «Кооперативные предприятия сохраняют сильные позиции во время кризиса»
- 2012 год — «Кооперативные предприятия строят лучший мир».
- 2011 год — «Молодежь — будущее кооперативов».
- 2010 год — «Кооперативы и расширение прав женщин».
- 2009 год — «Стимулирование мировой экономики с помощью кооперативов».
- 2008 год — «Противодействие изменению климата через кооперативное движение».
- 2007 год — «Кооперативные ценности и принципы для социальной ответственности корпораций».
- 2006 год — «Кооперативы на службе миростроительства».
- 2005 год — «Наша деятельность в области микрофинансирования: кооперация в интересах ликвидации нищеты».
- 2004 год — «Кооперативы за справедливую глобализацию: возможности для всех».
- 2003 год — «Кооперативы содействуют развитию! Вклад кооперативов в достижение Целей развития тысячелетия ООН».
- 2002 год — «Общество и кооперативы: проблемы общины».
- 2001 год — «Прогресс кооперативов в третьем тысячелетии».
- 2000 год — «Кооперативы и содействие занятости».
- 1999 год — «Государственная политика и кооперативное законодательство».
- 1998 год — «Кооперативы и глобализация экономики».
- 1997 год — «Вклад кооперативов в мировую продовольственную безопасность».
- 1996 год — «Кооперативы и содействие устойчивому развитию с учетом человеческого фактора».
- 1995 год — «Столетие Международного кооперативного альянса и грядующие 100 лет международной кооперативной деятельности».